# 초마황
초마황(草麻黃)은 마황과 마황속의 식물이다. 몽골, 아시아 러시아(부랴티아, 치타, 연해주), 중국 동북부(감숙성, 하북성, 흑룡강성, 길림성, 요녕성, 내몽골, 영하성, 섬서성, 산서성)에 자생한다.

## 같이 보기
- 마황속